# Aciurina trixa
Aciurina trixa är en tvåvingeart som beskrevs av Charles Howard Curran 1932. Aciurina trixa ingår i släktet Aciurina och familjen borrflugor. Inga underarter finns listade i Catalogue of Life.